# Elastic Heart
«Elastic Heart» es una canción de la cantante australiana Sia con el canadiense The Weeknd y el productor estadounidense Diplo, tomado de la banda sonora de la película estadounidense de 2013, Los juegos del hambre: en llamas. Andrew Swanson ayudó a los artistas a escribir la canción, con la producción a cargo de Diplo y del productor estadounidense Greg Kurstin. Fue lanzado el 1 de octubre de 2013 como un sencillo para Catching Fire, por RCA, Republic y Lionsgate.
«Elastic Heart» fue bien recibido por la crítica musical y alcanzó el puesto número 7 en la lista de sencillos de Nueva Zelanda y fue certificado oro por Recorded Music NZ. También apareció en las listas de Australia, Bélgica, Suiza y Reino Unido. En 2014, Sia regrabó una versión en solitario de «Elastic Heart» para su sexto álbum de estudio, titulado 1000 Forms of Fear. La versión en solitario fue lanzada en 2015 como un sencillo del álbum y fue acompañado por un video musical polémico que contó con el actor Shia LaBeouf y la joven bailarina Maddie Ziegler. El vídeo fue el octavo video musical más visto en YouTube en 2015.

## Antecedentes
«Elastic Heart» marca el primer lanzamiento de Sia como artista principal desde su colaboración con David Guetta en 2012 para "She Wolf (Falling to Pieces)". Mientras que el sencillo es técnicamente el segundo para ser lanzado, es el segundo sencillo confirmado, seguido por el de Christina Aguilera "We Remain". Se envió a EE. UU. por RCA Records, Republic Records y Lionsgate Entertainment el 8 de octubre de 2013.

## Lanzamiento y composición
"Elastic Heart" fue lanzado como el segundo sencillo de la banda sonora de Los juegos del hambre: en llamas (2013). La canción se puso a disposición de todo el público como descarga digital el 1 de octubre de 2013.  Fue enviado a los Estados Unidos como un hit contemporáneo de la radio por RCA Records, Republic Records y Lionsgate Films, el 8 de octubre de 2013.
Una balada poderosa, así la define Hilary Hughes de The Village Voice llamando a Elastic Heart una producción de electropop completamente magnífica", mientras que Aimee Cliff de Fact la caracteriza como "una canción pop que rebota como el caucho."  Mientras que, el crítico de la revista Rolling Stone, Julianne Pastor la llamó una canción de trap.  Sus letras abordan "la fuerza abrumadora que necesitaba [Sia] para convencerse de que valía la pena vivir después de salir de una relación destructiva." Tiene una progresión de acordes de D-a-E-F♯m, la canción está compuesta en la tonalidad de Fa# menor.
En la versión de lujo de 1000 Forms of Fear, esta canción fue lanzada como una balada de piano.

## Recepción
«Elastic Heart» ha recibido elogios de la crítica musical que lo destacan como uno de los mejores temas del álbum. Azul Sullivan de Slant Magazine escribió que "Elastic Heart" es una perfecta y con un altamente exitoso equipo de seguimiento que se lee como una versión más sucia en el mercado secundario de Lady Gaga, Do What U Want". Chris Martins. de la revista Spin declaró que "Sia se disparó", y que era una "balada burbujeante," y Bradley Stern de MuuMuse afirmó que era "una combinación perfectamente caótica."

## Videoclip
Un vídeo musical autodirigido donde trata la infancia de Sia y la relación con su padre. Ambos tenían problemas psicológicos. Sia pudo enfrentarlos y cuando quiso ayudarlo ya era "demasiado tarde". La versión de esta canción fue lanzada en 2014 para el álbum 1000 Forms of Fear.

## Créditos
- Productor - Greg Kurstin, Diplo
- Ingeniero - Greg Kurstin
- Ingeniero adicional - Alex Pasco
- Grabación de voz - Rob Kleiner
- Mezcla - Manny Marroquin
- Mezcla adicional - Chris Galland, Delbert Bowers
- Masterización - Brian "Big Bass" Gardner

## Posiciones y certificaciones
| Lista (2013–14)                             | Mejor posición |
| ------------------------------------------- | -------------- |
| Australia (ARIA)                            | 67             |
| Belgium Urban (Ultratop Flanders)           | 46             |
| Bélgica (Valonia) (Ultratip Bubbling Under) | 27             |
| Nueva Zelanda (Recorded Music NZ)           | 7              |
| UK Singles (Official Charts Company)        | 79             |

| Lista (2015)                       | Mejor posición |
| ---------------------------------- | -------------- |
| Hungary (Mahasz)                   | 20             |
| Dinamarca (Tracklisten)            | 21             |
| Países Bajos (Mega Single Top 100) | 46             |
| Italia (FIMI)                      | 11             |
| Nueva Zelanda (Recorded Music NZ)  | 15             |
| Suiza (Schweizer Hitparade)        | 12             |
| Reino Unido (UK Singles Chart)     | 61             |

| País          | Organismo certificador | Certificación    | Ventas certificadas | Ref.   |
| ------------- | ---------------------- | ---------------- | ------------------- | ------ |
| Dinamarca     | IFPI Denmark           | Platino          | 30,000              | [ 23 ] |
| México        | AMPROFON               | 2× Platino + Oro | 150,000             | [ 24 ] |
| Nueva Zelanda | RMNZ                   | Platino          | 15,000              | [ 25 ] |

## Historial de lanzamiento
| Región         | Fecha                   | Formato                | Discográfica           | Ref.   |
| -------------- | ----------------------- | ---------------------- | ---------------------- | ------ |
| Todo el mundo  | 1 de octubre de 2013    | Descarga digital       | RCA Republic           |        |
| Estados Unidos | 8 de octubre de 2013    | Rhythmic radio         | RCA Republic Lionsgate |        |
| Estados Unidos | 22 de octubre de 2013   | Contemporary hit radio | RCA Republic Lionsgate | [ 26 ] |
| Italia         | 15 de noviembre de 2013 | Contemporary hit radio | Universal              | [ 27 ] |

## Versión solista de Sia
En 2014, Sia grabó una versión en solitario de «Elastic Heart» para su sexto álbum de estudio 1000 Forms of Fear. Fue lanzado el 9 de enero de 2015 por RCA como el cuarto sencillo del álbum. Annie Zaleski de The A.V. Club llamó a la canción como una «poderosa balada sorprendente y llamativa», mientras que Heather Phares de AllMusic la nombró como una de las tres canciones más destacables del álbum, junto a «Chandelier» y «Eye of the Needle». En Italia, «Elastic Heart» impactó en la contemporary hit radio el 9 de enero de 2015.
«Elastic Heart» debutó en la posición número 8 en la lista australiana ARIA Singles Chart el 19 de enero de 2015. A la semana siguiente, la canción subió al número 5. La Australian Recording Industry Association certificó la canción con dos discos de platino, lo que supuso una remesa de 140 000 copias en el país. En los Estados Unidos, «Elastic Heart» debutó en el número 17 en el conteo Billboard Hot 100 el 24 de enero de 2015, convirtiéndose en el «Hot Shot Debut» de la semana. La canción ha vendido más de 512 000 copias en los Estados Unidos. En el Reino Unido, el sencillo alcanzó el puesto número 10 en la lista UK Singles Chart el 31 de enero de 2015. Más tarde fue certificada con un disco de oro por la British Phonographic Industry.

### Videoclip
Un teaser de un video musical diferente apareció en YouTube el 6 de enero de 2015, y se lanzó oficialmente al día siguiente, con Maddie Ziegler, quien apareció en «Chandelier», y el actor, Shia LaBeouf.
El video fue estrenado el 7 de enero de 2015 teniendo en veinticuatro horas más de cuatro millones de visitas en YouTube, y al día siguiente de ser subido cosechó más de dieciséis millones de visitas.
Después de estrenado, el vídeo comenzó a encarar críticas negativas debido a la representación de la danza entre Ziegler y LaBeouf, vestidos únicamente con ropa de baile color de piel. Algunos comentaristas lo han interpretado como pedofílico, y la propia Sia ha pedido disculpas por ello en Twitter: «Todo lo que puedo decir es que Maddie y Shia son dos de los pocos actores que sentía que lo podían grabar. Pido disculpas a todo aquel que se haya sentido ofendido, mi intención era crear un contenido emocional, y no molestar a nadie».

## Posiciones y certificaciones

### Posiciones semanales
| País              | Lista                        | Mejor posición |      |
| 2015              | 2015                         | 2015           | 2015 |
| ----------------- | ---------------------------- | -------------- | ---- |
| Alemania          | Media Control Charts         | 29             |      |
| Australia         | ARIA Singles Chart           | 5              |      |
| Austria           | Ö3 Austria Top 40            | 15             |      |
| Bélgica (Valona)  | Ultratip                     | 16             |      |
| Bélgica (Flandes) | Ultratop 50                  | 35             |      |
| Canadá            | Canadian Hot 100             | 7              |      |
| Canadá            | Canadian Digital Songs       | 19             |      |
| Escocia           | Scottish Singles Top 40      | 10             |      |
| Israel            | Media Forest                 | 2              |      |
| España            | PROMUSICAE                   | 1              |      |
| Estados Unidos    | Billboard Hot 100            | 17             |      |
| Estados Unidos    | Billboard Twitter Top Tracks | 1              |      |
| Estados Unidos    | Streaming Songs              | 2              |      |
| Estados Unidos    | Hot Dance Club Songs         | 1              |      |
| Francia           | SNEP Singles Chart           | 23             |      |
| Irlanda           | Irish Singles Chart          | 4              |      |
| México            | Monitor Latino - Inglés      | 17             |      |
| Nueva Zelanda     | Recorded Music NZ            | 15             |      |
| Reino Unido       | UK Singles Chart             | 10             |      |
| Suecia            | Sverigetopplistan            | 14             |      |
| Italia            | FIMI                         | 11             |      |
| Dinamarca         | Tracklisten                  | 21             |      |
| Hungría           | Mahasz                       | 27             |      |
| Finlandia         | The Official Finnish Charts  | 14             |      |
| Noruega           | VG-lista                     | 10             |      |

### Certificaciones
| País           | Organismo certificador | Certificación | Ventas certificadas | Ref.   |
| -------------- | ---------------------- | ------------- | ------------------- | ------ |
| Australia      | ARIA                   | 2x Platino    | 140 000             | [ 32 ] |
| Bélgica        | BEA                    | Oro           | 15,000              | [ 55 ] |
| Canadá         | Music Canada           | Platino       | 80 000              | [ 56 ] |
| Italia         | FIMI                   | Platino       | 50 000              | [ 57 ] |
| México         | AMPROFON               | Oro           | 30 000              | [ 58 ] |
| Reino Unido    | BPI                    | Oro           | 400 000             | [ 35 ] |
| Estados Unidos | RIAA                   | 2x Platino    | 2,000,000           | [ 59 ] |

### Fecha de lanzamiento
| Región         | Fecha                 | Formato                | Discográfica      | Ref.   |
| -------------- | --------------------- | ---------------------- | ----------------- | ------ |
| Italia         | 9 de enero de 2015    | Contemporary hit radio | RCA               | [ 28 ] |
| Estados Unidos | 9 de febrero de 2015  | Hot Adult Contemporary | RCA               | [ 60 ] |
| Estados Unidos | 10 de febrero de 2015 | Contemporary hit radio | RCA               | [ 61 ] |
| Todo el Mundo  | 14 de abril de 2015   | EP de remezclas        | Monkey Puzzle RCA | [ 62 ] |